# Ревда (река)
Ревда́ — река в России, протекает по Свердловской области. Крупный приток реки Чусовой, устье находится в 445 км по левому берегу Чусовой в городе Ревде. Длина — 75 км.

## Описание

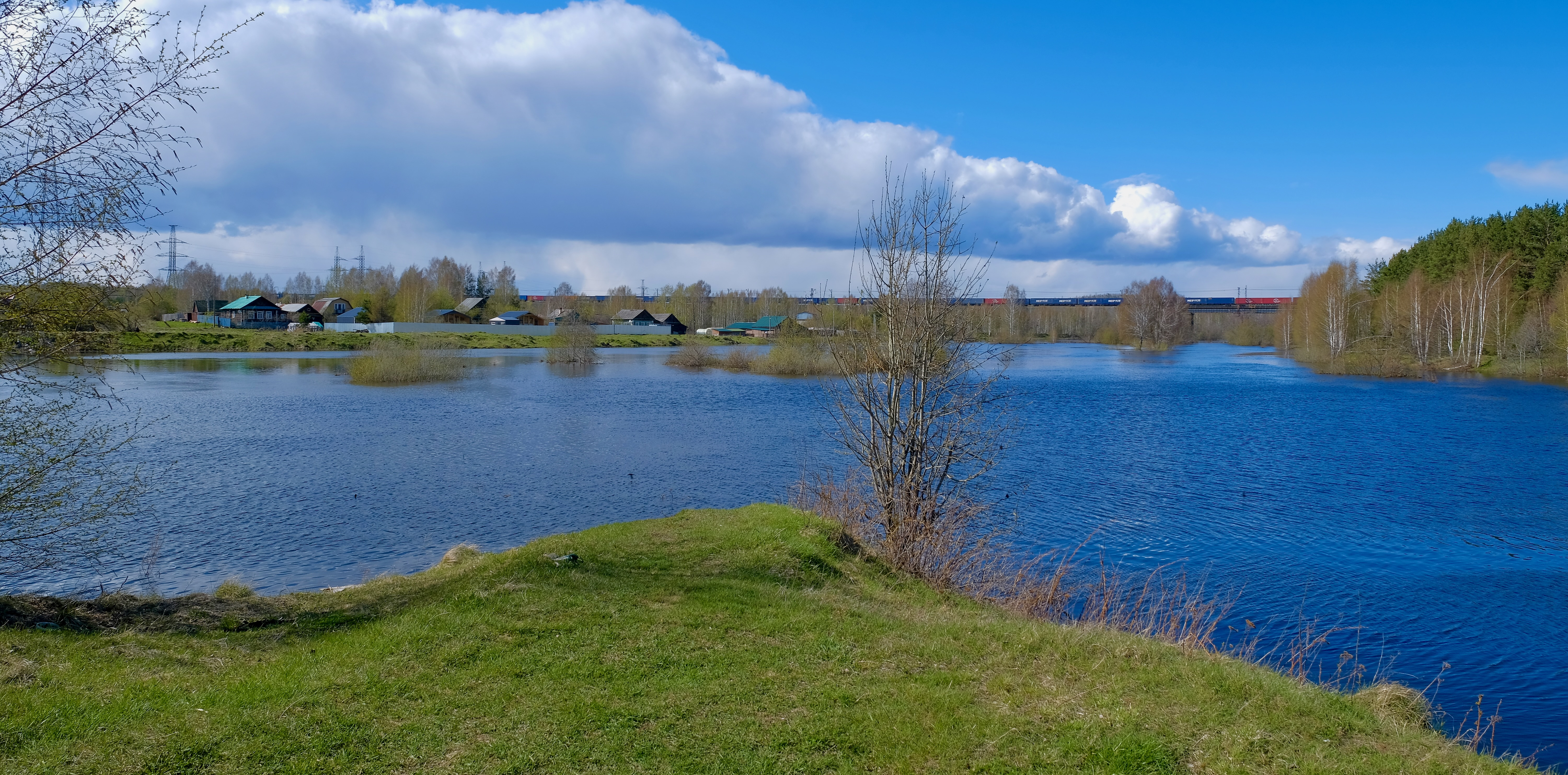
Стрелка при впадении в Чусовую

Исток находится в 13 км к югу от деревни Большая Лавровка на северном склоне горы Рассольной на высоте примерно 480 метров. Имеет 41 приток (крупнейшие — Далека и Ик). В устье река имеет ширину 30 м, глубину — 0,7—1,0 м, скорость течения — 0,4 м/с. Уровень уреза устья — 296,2 метра. Площадь бассейна составляет 818 км². Выше Мариинского пруда имеет ширину — 17 м, глубину — 0,5 м, скорость течения — 0,2 — 0,5 м/с.
В начале прошлого века на стрелке, образованной рекой Ревдой при впадении её в Чусовую учителем П. Н. Белоглазовым была открыта стоянка древнего человека. Были найдены кремнёвый отбой, остатки керамической посуды с орнаментом, наконечники стрел.

## Притоки
- 9 км: Животовка
- 14 км: Большая Пузаниха
- 22 км: Кислянка
- 34 км: Далека
- 43 км: Ик
- 46 км: Кузиха
- 53 км: Медякова

## Данные водного реестра
По данным государственного водного реестра России, река Ревда относится к Камскому бассейновому округу, водохозяйственный участок реки — Ревда от истока до Новомариинского гидроузла, речной подбассейн — Кама до Куйбышевского водохранилища (без бассейнов рек Белой и Вятки), речной бассейн — Кама.
Код объекта в государственном водном реестре — 10010100412111100010173.